# Phyteuma globulariifolium
Phyteuma globulariifolium är en klockväxtart som beskrevs av Kaspar Maria von Sternberg och David Heinrich Hoppe. Phyteuma globulariifolium ingår i släktet rapunkler, och familjen klockväxter. Inga underarter finns listade i Catalogue of Life.

## Bildgalleri

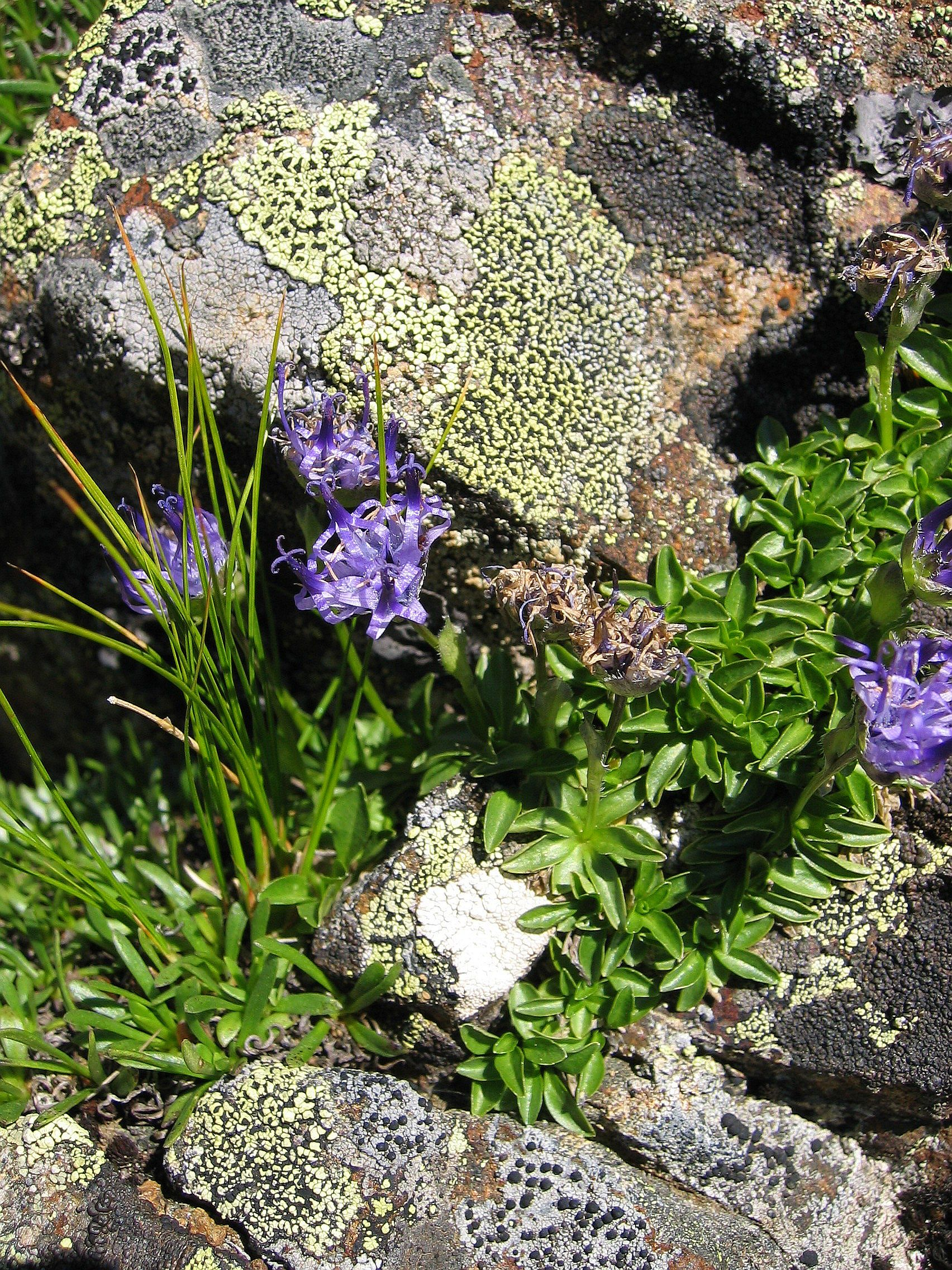
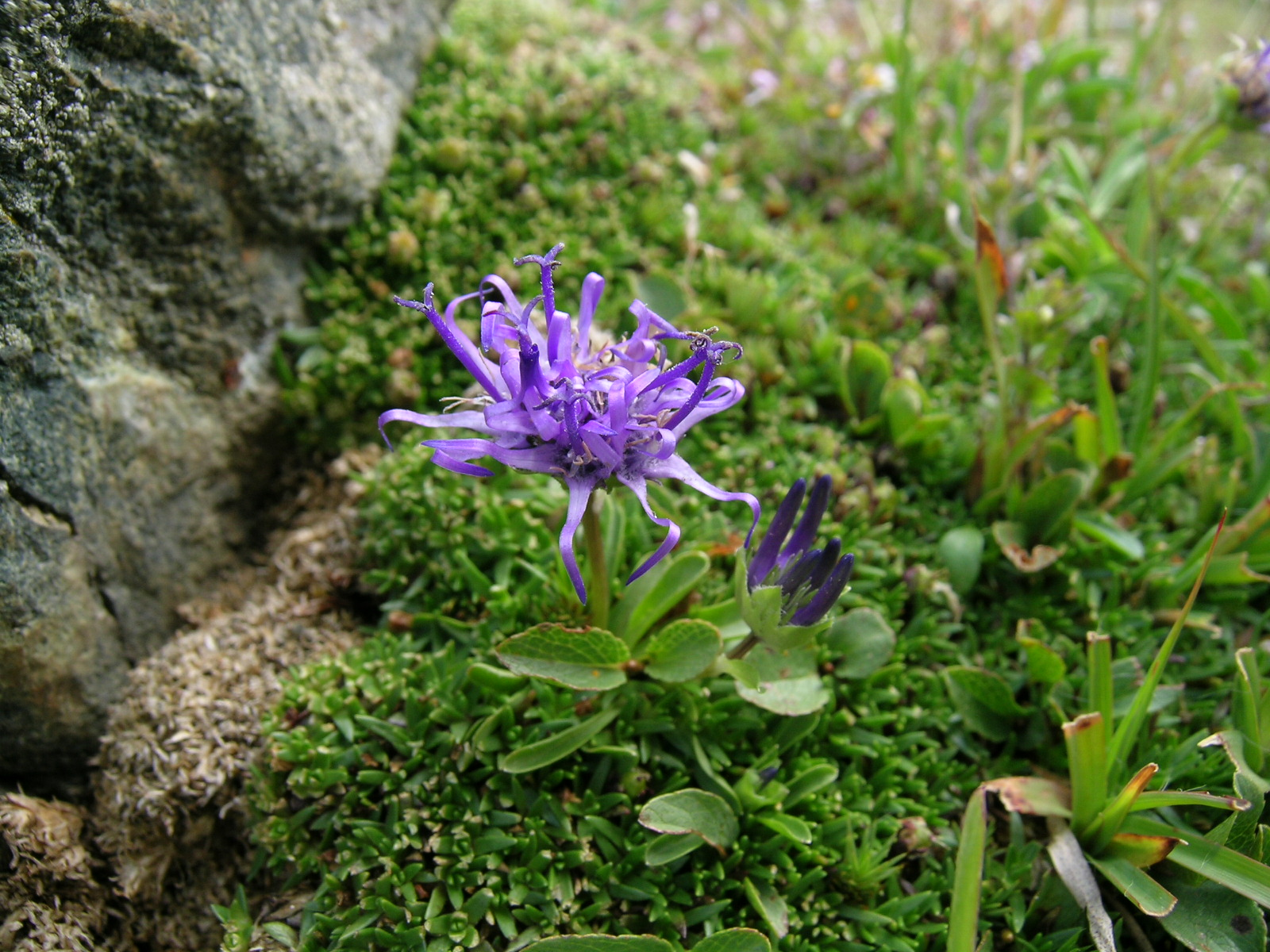
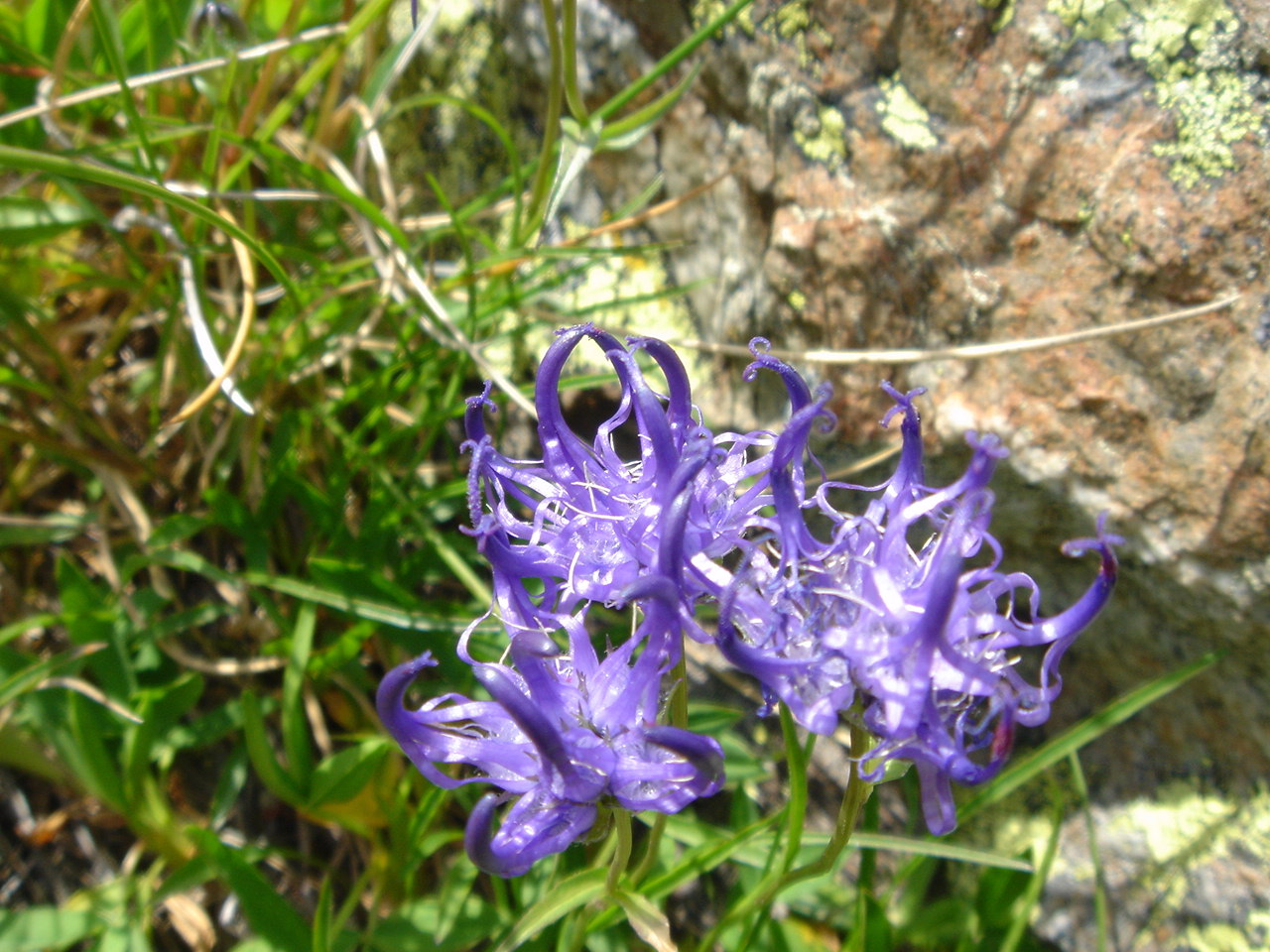
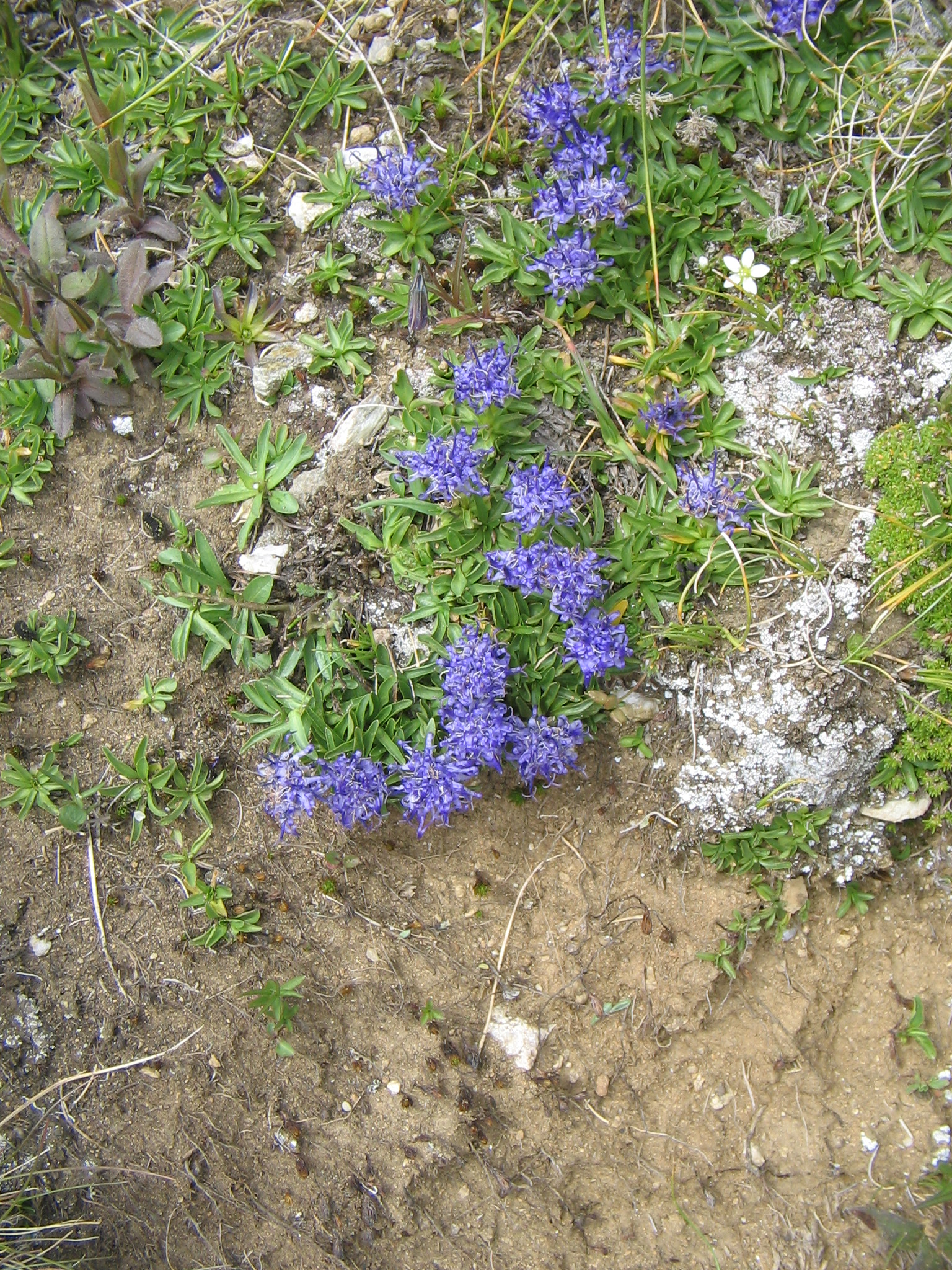
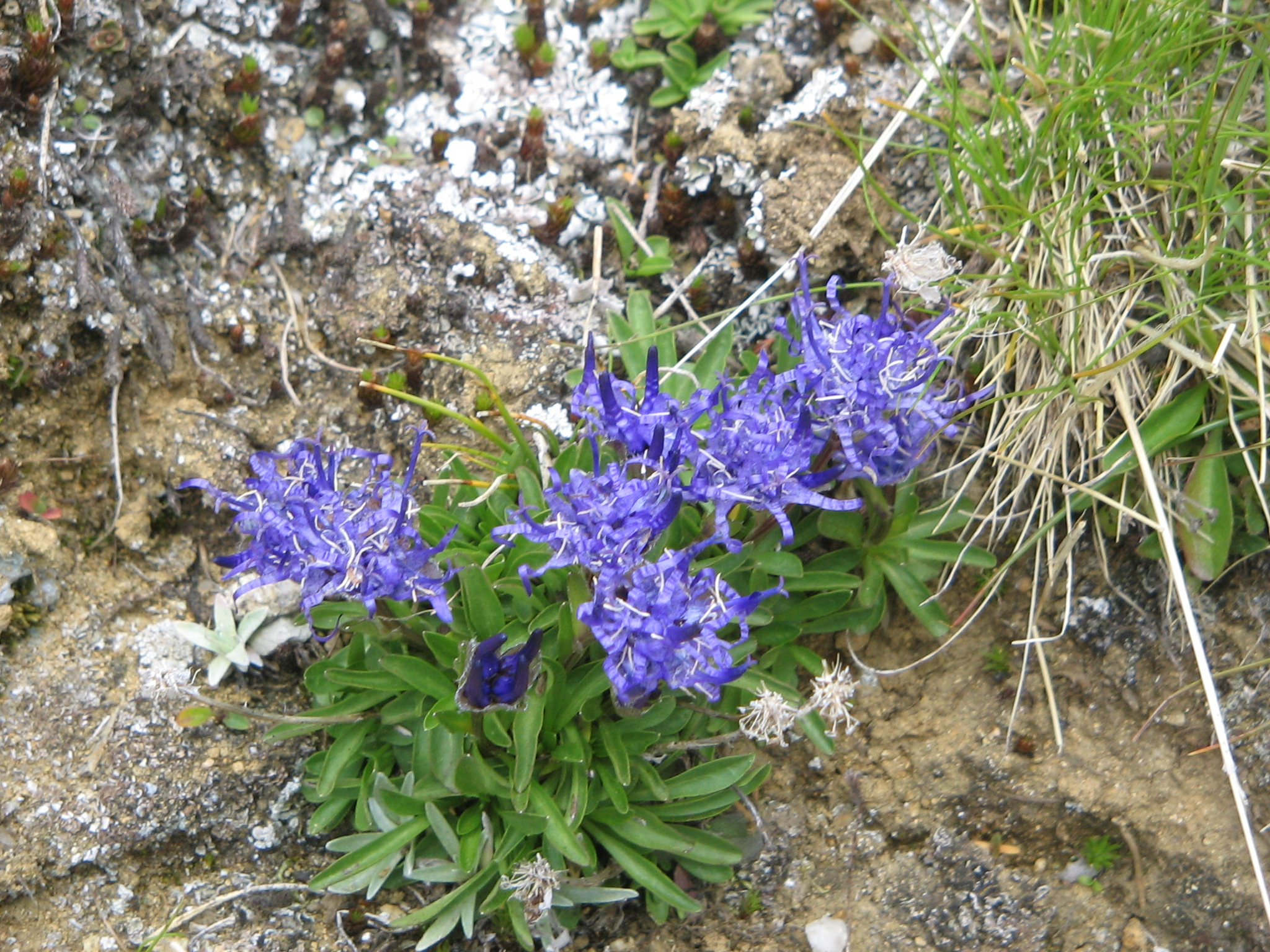
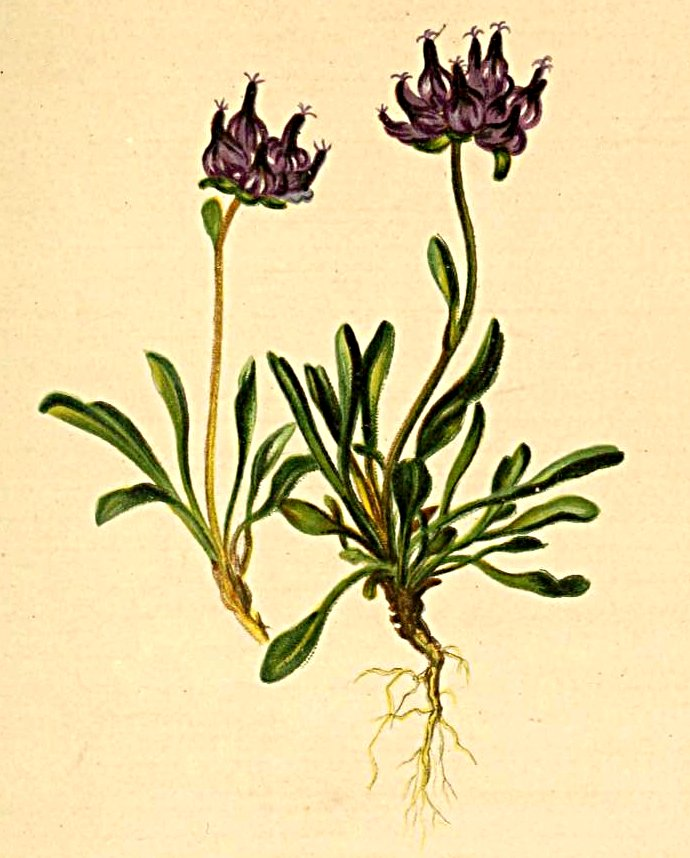